# Großer Preis der Niederlande 1982
Der Große Preis der Niederlande 1982 (offiziell XXIX Grote Prijs van Nederland) fand am 3. Juli auf dem Circuit Zandvoort in Zandvoort statt und war das neunte Rennen der Formel-1-Weltmeisterschaft 1982.

## Berichte

### Hintergrund

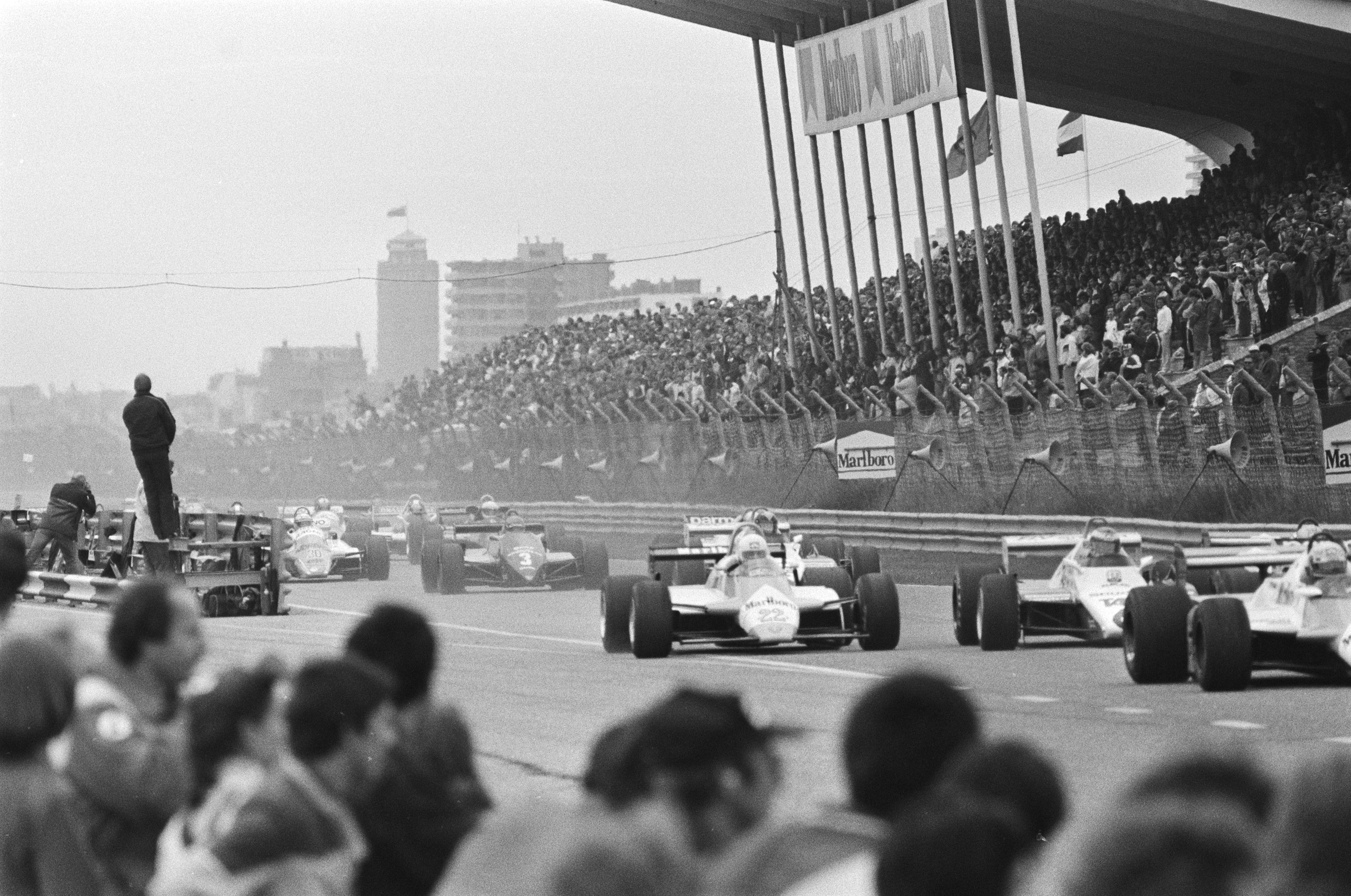
Start zum Großen Preis der Niederlande

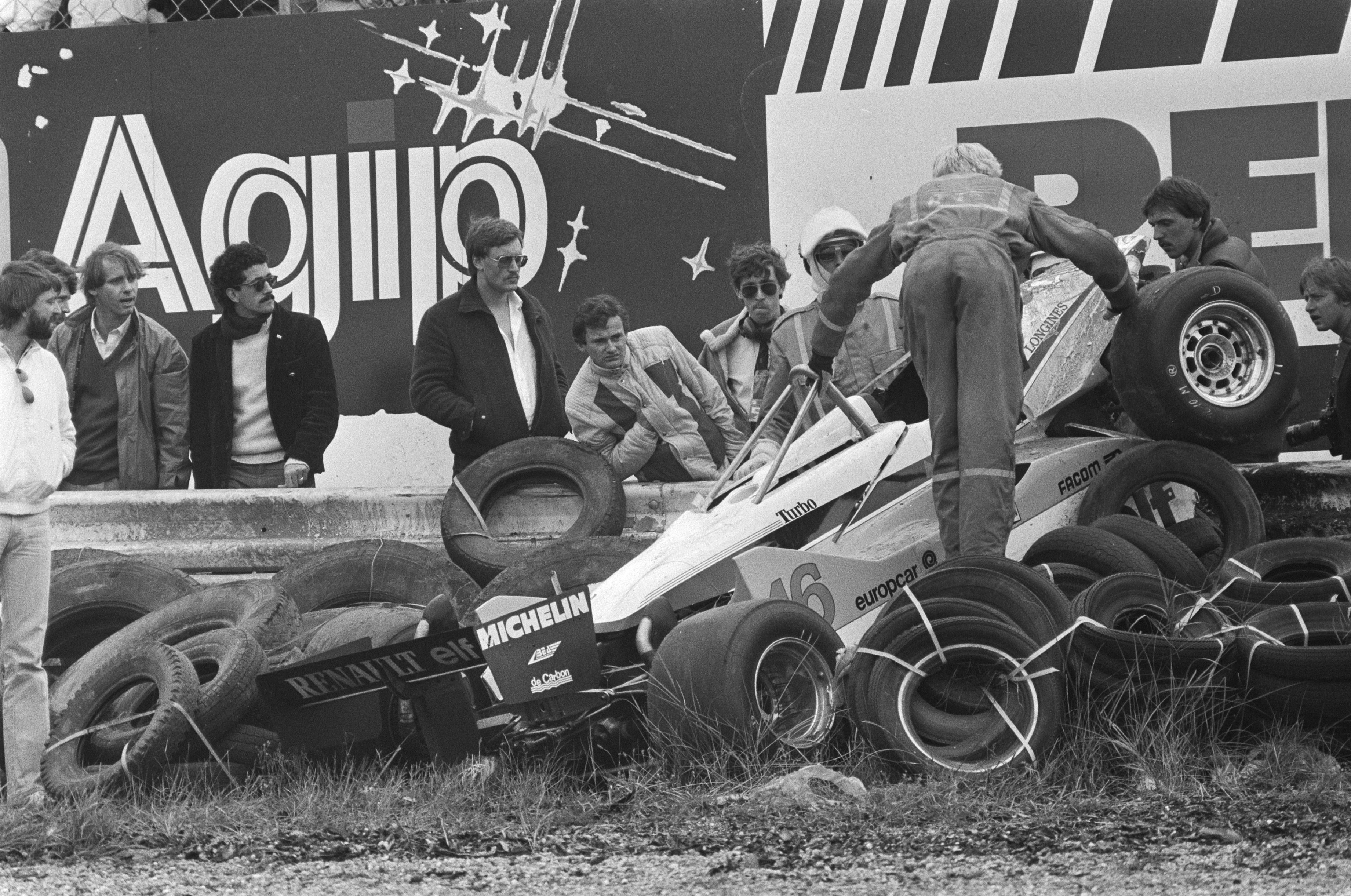
Der Renault RE30B von René Arnoux nach dem Unfall

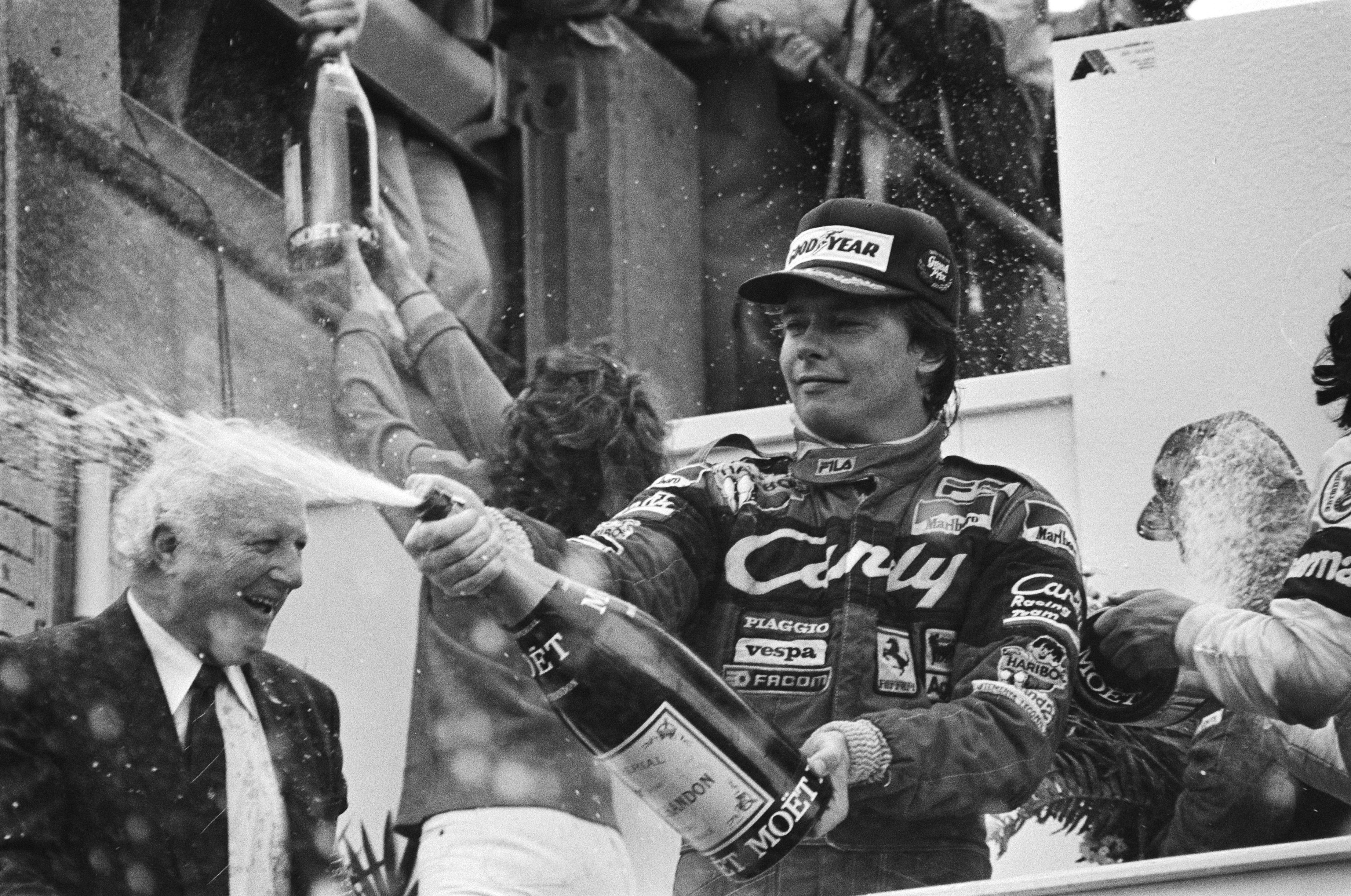
Didier Pironi bei der Siegerehrung

Während der drei Wochen, die zwischen dem Großen Preis von Kanada und dem neunten WM-Lauf des Jahres in Zandvoort lagen, überstand Didier Pironi einen Unfall bei Testfahrten auf dem Circuit Paul Ricard in Le Castellet mit leichten Verletzungen.
Das Team Lotus meldete den Testfahrer und Grand-Prix-Debütant Roberto Moreno als Ersatz für den verletzten Nigel Mansell zum niederländischen Grand Prix an. Jan Lammers kehrte rechtzeitig zu seinem Heimrennen ins Team Theodore Racing zurück. Ebenfalls wieder anwesend war das Toleman-Team mit einem inzwischen deutlich modifizierten Wagen.
Patrick Tambay, der bereits seit einigen Wochen als Nachfolger des tödlich verunglückten Gilles Villeneuve feststand, absolvierte an diesem Wochenende seinen ersten Einsatz für Ferrari. Der Platz des ebenfalls tödlich verunglückten Riccardo Paletti bei Osella wurde hingegen für den Rest der Saison nicht neu besetzt.
Erstmals seit dem Großen Preis von Belgien pilotierten mit Nelson Piquet und Riccardo Patrese wieder beide Werksfahrer den Brabham BT50 mit BMW-Turbomotor.
Williams testete in einer Testsitzung in Brands Hatch zusammen mit Keke Rosberg ein Auto mit BMW-Antrieb, setzte in der Meisterschaft aber weiterhin ein Auto mit Ford-Cosworth-Antrieb ein.
Der Grand Prix fand wie schon 1969 am Samstag statt.
Bei Testfahrten, die Ende Juni auf der niederländischen Strecke stattfanden, stellte Elio de Angelis auf Lotus mit 1:17,5 Minuten die Bestzeit auf, welche ein neuer inoffizieller Streckenrekord bedeutete.
de Angelis und Tambay bestritten jeweils ihren 50. Grand Prix.

### Training
Die beiden Renault-Piloten René Arnoux und Alain Prost qualifizierten sich für die erste Startreihe vor Nelson Piquet auf Brabham und Didier Pironi im Ferrari 126C2. Niki Lauda teilte sich die dritte Startreihe mit Tambay. Keke Rosberg folgte vor den beiden Alfa Romeo von Bruno Giacomelli und Andrea de Cesaris.
Ligier trat erstmals seit dem Großen Preis von Monaco wieder mit dem problematisch zu fahrenden JS19 an. Eddie Cheever verfehlte damit die Qualifikation und Jacques Laffite griff fürs Rennen doch wieder auf den ausgereiften JS17B zurück.

### Rennen
Zunächst ging Prost vor Arnoux, Pironi, Lauda, Tambay und Piquet in Führung. Während Pironi in der zweiten Runde an Arnoux vorbeizog, überholte Piquet sowohl Tambay als auch Lauda und nahm dadurch den vierten Rang ein.
In der fünften Runde übernahm Pironi die Führung von Prost. In Runde 15 gelangte Piquet an Arnoux vorbei auf den dritten Rang, gefolgt von Rosberg, der zuvor Tambay und Lauda überholt hatte und in der 22. Runde von Arnoux’ Ausfall profitierte. Der Franzose schlug aufgrund eines gelösten Rades frontal in die mit Reifenstapeln gesicherte Streckenbegrenzung der Tarzanbocht ein. Obwohl sein Monocoque brach, blieb er unverletzt.
In der 30. Runde verlor Prost seinen zweiten Platz an Piquet und schied drei Runden später aufgrund eines Motorschadens aus. Dadurch wurde letztendlich Rosberg Dritter vor Lauda sowie Derek Daly und Mauro Baldi.
Obwohl er bereits in Runde 15 ausgeschieden war, hatte Derek Warwick im modifizierten Toleman zum ersten Mal in seiner Karriere die schnellste Rennrunde eines Grand Prix absolviert.

## Meldeliste
| Team                           | Nr. | Fahrer             | Chassis        | Motor                    | Reifen |
| ------------------------------ | --- | ------------------ | -------------- | ------------------------ | ------ |
| Parmalat Racing Team           | 01  | Nelson Piquet      | Brabham BT50   | BMW M12/13 1,5 L4t       | G      |
| Parmalat Racing Team           | 02  | Riccardo Patrese   | Brabham BT50   | BMW M12/13 1,5 L4t       | G      |
| Team Tyrrell                   | 03  | Michele Alboreto   | Tyrrell 011    | Ford Cosworth DFV 3.0 V8 | G      |
| Team Tyrrell                   | 04  | Brian Henton       | Tyrrell 011    | Ford Cosworth DFV 3.0 V8 | G      |
| TAG Williams Team              | 05  | Derek Daly         | Williams FW08  | Ford Cosworth DFV 3.0 V8 | G      |
| TAG Williams Team              | 06  | Keke Rosberg       | Williams FW08  | Ford Cosworth DFV 3.0 V8 | G      |
| Marlboro McLaren International | 07  | John Watson        | McLaren MP4/1B | Ford Cosworth DFV 3.0 V8 | M      |
| Marlboro McLaren International | 08  | Niki Lauda         | McLaren MP4/1B | Ford Cosworth DFV 3.0 V8 | M      |
| Team ATS                       | 09  | Manfred Winkelhock | ATS D5         | Ford Cosworth DFV 3.0 V8 | G      |
| Team ATS                       | 10  | Eliseo Salazar     | ATS D5         | Ford Cosworth DFV 3.0 V8 | G      |
| John Player Team Lotus         | 11  | Elio de Angelis    | Lotus 91       | Ford Cosworth DFV 3.0 V8 | G      |
| John Player Team Lotus         | 12  | Roberto Moreno     | Lotus 91       | Ford Cosworth DFV 3.0 V8 | G      |
| Ensign Racing                  | 14  | Roberto Guerrero   | Ensign N181    | Ford Cosworth DFV 3.0 V8 | P      |
| Équipe Renault Elf             | 15  | Alain Prost        | Renault RE30B  | Renault EF1 1.5 V6t      | M      |
| Équipe Renault Elf             | 16  | René Arnoux        | Renault RE30B  | Renault EF1 1.5 V6t      | M      |
| Rothmans March Grand Prix Team | 17  | Jochen Mass        | March 821      | Ford Cosworth DFV 3.0 V8 | A      |
| Rothmans March Grand Prix Team | 18  | Raul Boesel        | March 821      | Ford Cosworth DFV 3.0 V8 | A      |
| LBT Team March                 | 19  | Emilio de Villota  | March 821      | Ford Cosworth DFV 3.0 V8 | A      |
| Fittipaldi Automotive          | 20  | Chico Serra        | Fittipaldi F8D | Ford Cosworth DFV 3.0 V8 | P      |
| Marlboro Team Alfa Romeo       | 22  | Andrea de Cesaris  | Alfa Romeo 182 | Alfa Romeo 1260 3.0 V12  | M      |
| Marlboro Team Alfa Romeo       | 23  | Bruno Giacomelli   | Alfa Romeo 182 | Alfa Romeo 1260 3.0 V12  | M      |
| Équipe Talbot Gitanes          | 25  | Eddie Cheever      | Ligier JS19    | Matra MS81 3.0 V12       | M      |
| Équipe Talbot Gitanes          | 26  | Jacques Laffite    | Ligier JS17B   | Matra MS81 3.0 V12       | M      |
| Équipe Talbot Gitanes          | 26  | Jacques Laffite    | Ligier JS19    | Matra MS81 3.0 V12       | M      |
| Scuderia Ferrari SpA SEFAC     | 27  | Patrick Tambay     | Ferrari 126C2  | Ferrari 021 1.5 V6t      | G      |
| Scuderia Ferrari SpA SEFAC     | 28  | Didier Pironi      | Ferrari 126C2  | Ferrari 021 1.5 V6t      | G      |
| Arrows Racing Team             | 29  | Marc Surer         | Arrows A4      | Ford Cosworth DFV 3.0 V8 | P      |
| Arrows Racing Team             | 30  | Mauro Baldi        | Arrows A4      | Ford Cosworth DFV 3.0 V8 | P      |
| Osella Squadra Corse           | 31  | Jean-Pierre Jarier | Osella FA1C    | Ford Cosworth DFV 3.0 V8 | P      |
| Theodore Racing Team           | 32  | Jan Lammers        | Theodore TY02  | Ford Cosworth DFV 3.0 V8 | G      |
| Toleman Group Motorsport       | 33  | Derek Warwick      | Toleman TG181C | Hart 415T 1.5 L4t        | P      |
| Toleman Group Motorsport       | 36  | Teo Fabi           | Toleman TG181C | Hart 415T 1.5 L4t        | P      |

Anmerkungen
1. 1 2  Laffite fuhr den Ligier JS19 nur im Training und setzte fortan den JS17B ein.

## Klassifikationen

### Qualifying
| Pos. | Fahrer             | Konstrukteur    | Qualifikationstraining 1 | Qualifikationstraining 1 | Qualifikationstraining 2 | Qualifikationstraining 2 | Start |
| Pos. | Fahrer             | Konstrukteur    | Zeit                     | Ø-Geschwindigkeit        | Zeit                     | Ø-Geschwindigkeit        | Start |
| ---- | ------------------ | --------------- | ------------------------ | ------------------------ | ------------------------ | ------------------------ | ----- |
| 01   | René Arnoux        | Renault         | 1:14,233                 | 206,205 km/h             | 1:15,791                 | 201,966 km/h             | 01    |
| 02   | Alain Prost        | Renault         | 1:14,660                 | 205,025 km/h             | 1:17,456                 | 197,624 km/h             | 02    |
| 03   | Nelson Piquet      | Brabham-BMW     | 1:14,723                 | 204,853 km/h             | keine Zeit               | –                        | 03    |
| 04   | Didier Pironi      | Ferrari         | 1:15,825                 | 201,875 km/h             | 1:16,655                 | 199,690 km/h             | 04    |
| 05   | Niki Lauda         | McLaren-Ford    | 1:15,832                 | 201,857 km/h             | 1:17,653                 | 197,123 km/h             | 05    |
| 06   | Patrick Tambay     | Ferrari         | 1:16,154                 | 201,003 km/h             | 1:17,004                 | 198,784 km/h             | 06    |
| 07   | Keke Rosberg       | Williams-Ford   | 1:16,260                 | 200,724 km/h             | keine Zeit               | –                        | 07    |
| 08   | Bruno Giacomelli   | Alfa Romeo      | 1:16,513                 | 200,060 km/h             | 1:18,051                 | 196,118 km/h             | 08    |
| 09   | Andrea de Cesaris  | Alfa Romeo      | 1:16,576                 | 199,896 km/h             | 1:17,638                 | 197,161 km/h             | 09    |
| 10   | Riccardo Patrese   | Brabham-BMW     | 1:16,630                 | 199,755 km/h             | 1:17,502                 | 197,507 km/h             | 10    |
| 11   | John Watson        | McLaren-Ford    | 1:16,700                 | 199,572 km/h             | 1:18,153                 | 195,862 km/h             | 11    |
| 12   | Derek Daly         | Williams-Ford   | 1:16,832                 | 199,229 km/h             | 1:18,185                 | 195,782 km/h             | 12    |
| 13   | Derek Warwick      | Toleman-Hart    | 1:17,094                 | 198,552 km/h             | 1:18,255                 | 195,607 km/h             | 13    |
| 14   | Michele Alboreto   | Tyrrell-Ford    | 1:17,237                 | 198,185 km/h             | 1:18,362                 | 195,340 km/h             | 14    |
| 15   | Elio de Angelis    | Lotus-Ford      | 1:17,620                 | 197,207 km/h             | 1:17,817                 | 196,708 km/h             | 15    |
| 16   | Mauro Baldi        | Arrows-Ford     | 1:18,020                 | 196,196 km/h             | 1:19,128                 | 193,449 km/h             | 16    |
| 17   | Marc Surer         | Arrows-Ford     | 1:19,015                 | 193,725 km/h             | 1:18,296                 | 195,504 km/h             | 17    |
| 18   | Manfred Winkelhock | ATS-Ford        | 1:18,352                 | 195,365 km/h             | 1:19,092                 | 193,537 km/h             | 18    |
| 19   | Chico Serra        | Fittipaldi-Ford | 1:18,438                 | 195,150 km/h             | 1:19,479                 | 192,594 km/h             | 19    |
| 20   | Brian Henton       | Tyrrell-Ford    | 1:18,476                 | 195,056 km/h             | 1:19,304                 | 193,019 km/h             | 20    |
| 21   | Jacques Laffite    | Ligier-Matra    | 1:18,487                 | 195,028 km/h             | 1:18,478                 | 195,051 km/h             | 21    |
| 22   | Raul Boesel        | March-Ford      | 1:18,658                 | 194,604 km/h             | 1:19,687                 | 192,092 km/h             | 22    |
| 23   | Jean-Pierre Jarier | Osella-Ford     | 1:18,953                 | 193,877 km/h             | 1:19,753                 | 191,933 km/h             | 23    |
| 24   | Jochen Mass        | March-Ford      | 1:19,083                 | 193,559 km/h             | 1:19,907                 | 191,563 km/h             | 24    |
| 25   | Eliseo Salazar     | ATS-Ford        | 1:19,120                 | 193,468 km/h             | 1:20,169                 | 190,937 km/h             | 25    |
| 26   | Jan Lammers        | Theodore-Ford   | 1:19,274                 | 193,092 km/h             | 1:20,427                 | 190,324 km/h             | 26    |
| DNQ  | Roberto Guerrero   | Ensign-Ford     | 1:19,316                 | 192,990 km/h             | 1:20,361                 | 190,480 km/h             | –     |
| DNQ  | Teo Fabi           | Toleman-Hart    | 1:20,425                 | 190,329 km/h             | 1:19,414                 | 192,752 km/h             | –     |
| DNQ  | Eddie Cheever      | Ligier-Matra    | 1:19,728                 | 191,993 km/h             | 1:19,646                 | 192,190 km/h             | –     |
| DNQ  | Roberto Moreno     | Lotus-Ford      | 1:21,149                 | 188,631 km/h             | 1:22,332                 | 185,920 km/h             | –     |
| DNQ  | Emilio de Villota  | March-Ford      | keine Zeit               | –                        | keine Zeit               | –                        | –     |

### Rennen
| Pos. | Fahrer             | Konstrukteur    | Runden | Stopps | Zeit        | Start | Schnellste Runde |
| ---- | ------------------ | --------------- | ------ | ------ | ----------- | ----- | ---------------- |
| 01   | Didier Pironi      | Ferrari         | 72     | 0      | 1:38:03,254 | 04    | 1:20,347         |
| 02   | Nelson Piquet      | Brabham-BMW     | 72     | 0      | + 21,649    | 03    | 1:19,898         |
| 03   | Keke Rosberg       | Williams-Ford   | 72     | 0      | + 22,365    | 07    | 1:20,199         |
| 04   | Niki Lauda         | McLaren-Ford    | 72     | 0      | + 1:23,720  | 05    | 1:21,220         |
| 05   | Derek Daly         | Williams-Ford   | 71     | 0      | + 1 Runde   | 12    | 1:20,289         |
| 06   | Mauro Baldi        | Arrows-Ford     | 71     | 0      | + 1 Runde   | 16    | 1:22,024         |
| 07   | Michele Alboreto   | Tyrrell-Ford    | 71     | 0      | + 1 Runde   | 14    | 1:21,403         |
| 08   | Patrick Tambay     | Ferrari         | 71     | 0      | + 1 Runde   | 06    | 1:21,839         |
| 09   | John Watson        | McLaren-Ford    | 71     | 1      | + 1 Runde   | 11    | 1:21,279         |
| 10   | Marc Surer         | Arrows-Ford     | 71     | 1      | + 1 Runde   | 17    | 1:21,273         |
| 11   | Bruno Giacomelli   | Alfa Romeo      | 70     | 1      | + 2 Runden  | 08    | 1:21,992         |
| 12   | Manfred Winkelhock | ATS-Ford        | 70     | 1      | + 2 Runden  | 18    | 1:21,401         |
| 13   | Eliseo Salazar     | ATS-Ford        | 70     | 0      | + 2 Runden  | 25    | 1:23,298         |
| 14   | Jean-Pierre Jarier | Osella-Ford     | 69     | 1      | + 3 Runden  | 23    | 1:21,738         |
| 15   | Riccardo Patrese   | Brabham-BMW     | 69     | 1      | + 3 Runden  | 10    | 1:21,121         |
| –    | Jochen Mass        | March-Ford      | 60     | 1      | DNF         | 24    | 1:21,952         |
| –    | Elio de Angelis    | Lotus-Ford      | 40     | 1      | DNF         | 15    | 1:22,035         |
| –    | Jan Lammers        | Theodore-Ford   | 40     | 0      | DNF         | 26    | 1:23,587         |
| –    | Andrea de Cesaris  | Alfa Romeo      | 34     | 3      | DNF         | 09    | 1:22,698         |
| –    | Alain Prost        | Renault         | 33     | 0      | DNF         | 02    | 1:20,879         |
| –    | René Arnoux        | Renault         | 21     | 0      | DNF         | 01    | 1:21,373         |
| –    | Brian Henton       | Tyrrell-Ford    | 21     | 0      | DNF         | 20    | 1:22,783         |
| –    | Raul Boesel        | March-Ford      | 21     | 0      | DNF         | 22    | 1:23,682         |
| –    | Chico Serra        | Fittipaldi-Ford | 18     | 0      | DNF         | 19    | 1:23,297         |
| –    | Derek Warwick      | Toleman-Hart    | 15     | 1      | DNF         | 13    | 1:19,780 (13.)   |
| –    | Jacques Laffite    | Ligier-Matra    | 4      | 1      | DNF         | 21    | 1:33,070         |

## WM-Stände nach dem Rennen
Die ersten sechs des Rennens bekamen 9, 6, 4, 3, 2 bzw. 1 Punkt(e). In der Fahrerwertung wurden die besten elf Resultate, in der Konstrukteurswertung alle Resultate gewertet.

### Fahrerwertung
| Pos. | Fahrer              | Konstrukteur                  | Punkte |
| ---- | ------------------- | ----------------------------- | ------ |
| 01   | John Watson         | McLaren-Ford                  | 30     |
| 02   | Didier Pironi       | Ferrari                       | 29     |
| 03   | Keke Rosberg        | Williams-Ford                 | 21     |
| 04   | Riccardo Patrese    | Brabham-Ford / Brabham-BMW    | 19     |
| 05   | Alain Prost         | Renault                       | 18     |
| 06   | Nelson Piquet       | Brabham-Ford / Brabham-BMW    | 17     |
| 07   | Niki Lauda          | McLaren-Ford                  | 15     |
| 08   | Eddie Cheever       | Ligier-Matra                  | 10     |
| 09   | Michele Alboreto    | Tyrrell-Ford                  | 10     |
| 10   | Elio de Angelis     | Lotus-Ford                    | 10     |
| 11   | Nigel Mansell       | Lotus-Ford                    | 7      |
| 12   | Carlos Reutemann    | Williams-Ford                 | 6      |
| 13   | Gilles Villeneuve † | Ferrari                       | 6      |
| 14   | Andrea de Cesaris   | Alfa Romeo                    | 5      |
| 15   | Derek Daly          | Theodore-Ford / Williams-Ford | 5      |
| 16   | René Arnoux         | Renault                       | 4      |
| 17   | Jean-Pierre Jarier  | Osella-Ford                   | 3      |
| 18   | Eliseo Salazar      | ATS-Ford                      | 2      |

| Pos. | Fahrer             | Konstrukteur               | Punkte |
| ---- | ------------------ | -------------------------- | ------ |
| 19   | Manfred Winkelhock | ATS-Ford                   | 2      |
| 20   | Marc Surer         | Arrows-Ford                | 2      |
| 21   | Chico Serra        | Fittipaldi-Ford            | 1      |
| 22   | Jacques Laffite    | Ligier-Matra               | 1      |
| 23   | Mauro Baldi        | Arrows-Ford                | 1      |
| 24   | Slim Borgudd       | Tyrrell-Ford               | 0      |
| 25   | Jochen Mass        | March-Ford                 | 0      |
| 26   | Raul Boesel        | March-Ford                 | 0      |
| 27   | Brian Henton       | Arrows-Ford / Tyrrell-Ford | 0      |
| 28   | Patrick Tambay     | Ferrari                    | 0      |
| 29   | Bruno Giacomelli   | Alfa Romeo                 | 0      |
| –    | Derek Warwick      | Toleman-Hart               | 0      |
| –    | Roberto Guerrero   | Ensign-Ford                | 0      |
| –    | Mario Andretti     | Williams-Ford              | 0      |
| –    | Teo Fabi           | Toleman-Hart               | 0      |
| –    | Riccardo Paletti † | Osella-Ford                | 0      |
| –    | Geoff Lees         | Theodore-Ford              | 0      |
| –    | Jan Lammers        | Theodore-Ford              | 0      |

### Konstrukteurswertung
| Pos. | Konstrukteur  | Punkte |
| ---- | ------------- | ------ |
| 01   | McLaren-Ford  | 45     |
| 02   | Ferrari       | 35     |
| 03   | Williams-Ford | 32     |
| 04   | Renault       | 22     |
| 05   | Brabham-Ford  | 19     |
| 06   | Lotus-Ford    | 17     |
| 07   | Brabham-BMW   | 17     |
| 08   | Ligier-Matra  | 11     |
| 09   | Tyrrell-Ford  | 10     |

| Pos. | Konstrukteur    | Punkte |
| ---- | --------------- | ------ |
| 10   | Alfa Romeo      | 5      |
| 11   | ATS-Ford        | 4      |
| 12   | Osella-Ford     | 3      |
| 13   | Arrows-Ford     | 3      |
| 14   | Fittipaldi-Ford | 1      |
| 15   | March-Ford      | 0      |
| 16   | Theodore-Ford   | 0      |
| –    | Toleman-Hart    | 0      |
| –    | Ensign-Ford     | 0      |